# Señorío de Valencia
El Señorío o Principado de Valencia fue el Estado establecido por Rodrigo Díaz de Vivar en la ciudad de Valencia y sus alrededores y que existió entre los años 1094 y 1102.

## Historia

### Conquista

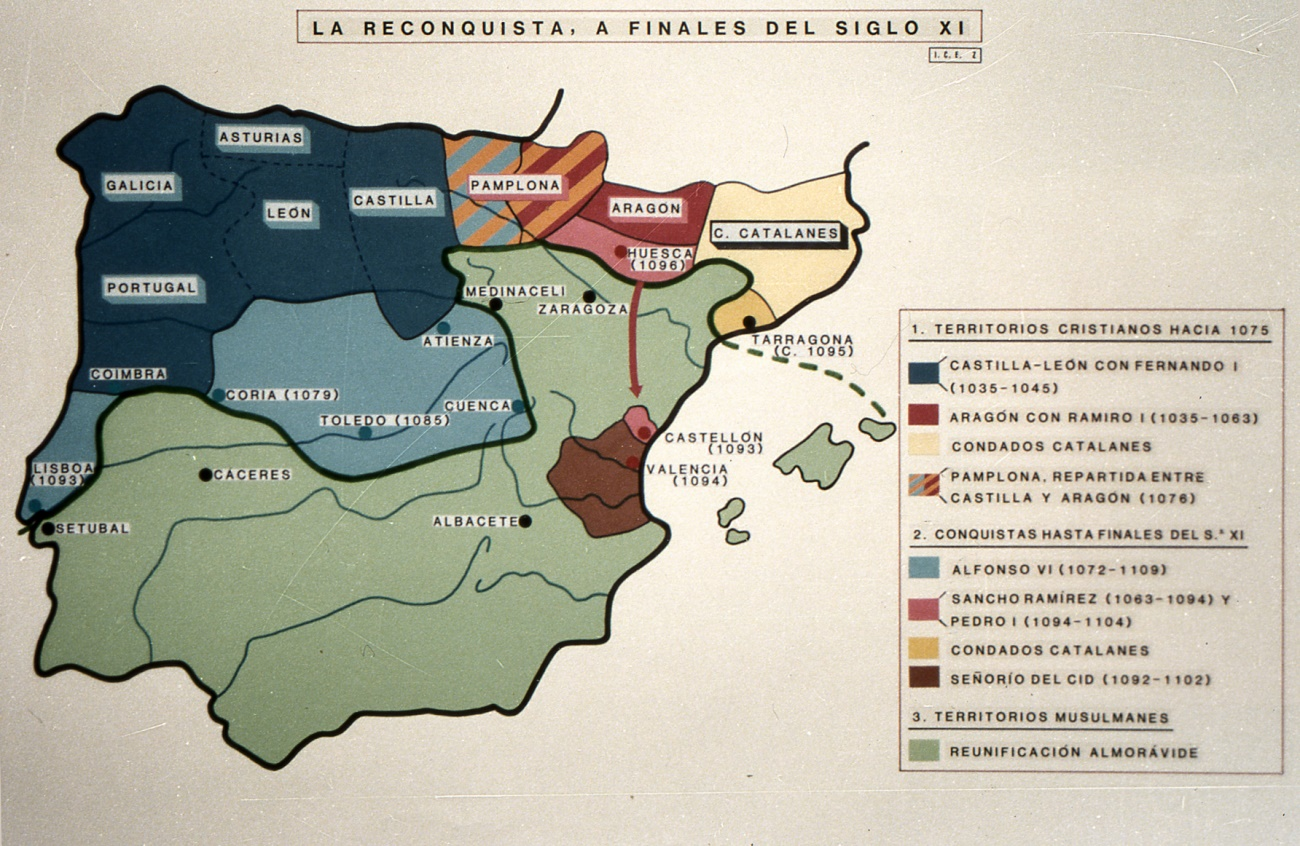
Mapa de la península a finales del, con el Señorío de El Cid

Hacia comienzos de noviembre de 1092 el Campeador sitió la fortaleza, actualmente en el término municipal de El Puig, a catorce kilómetros de la capital levantina, rindiéndola mediado el año 1093. Empleándola como centro de operaciones, ese verano comenzó a cercar la ciudad. En septiembre del año 1093, cambió de campamento y se instaló en la Roqueta. Valencia, en situación de peligro extremo, solicitó un ejército de socorro almorávide, que fue enviado al mando de al-Latmuní y avanzó desde el sur de la capital del Turia hasta Almusafes, a veintitrés kilómetros de Valencia, para seguidamente volver a retirarse. El estrecho cerco se prolongaría por casi un año entero, tras el cual Valencia se vio obligada a capitular el 17 de junio de 1094. El Cid tomó posesión de la ciudad, titulándose «Príncipe Rodrigo el Campeador» e instalándose en la ciudad.

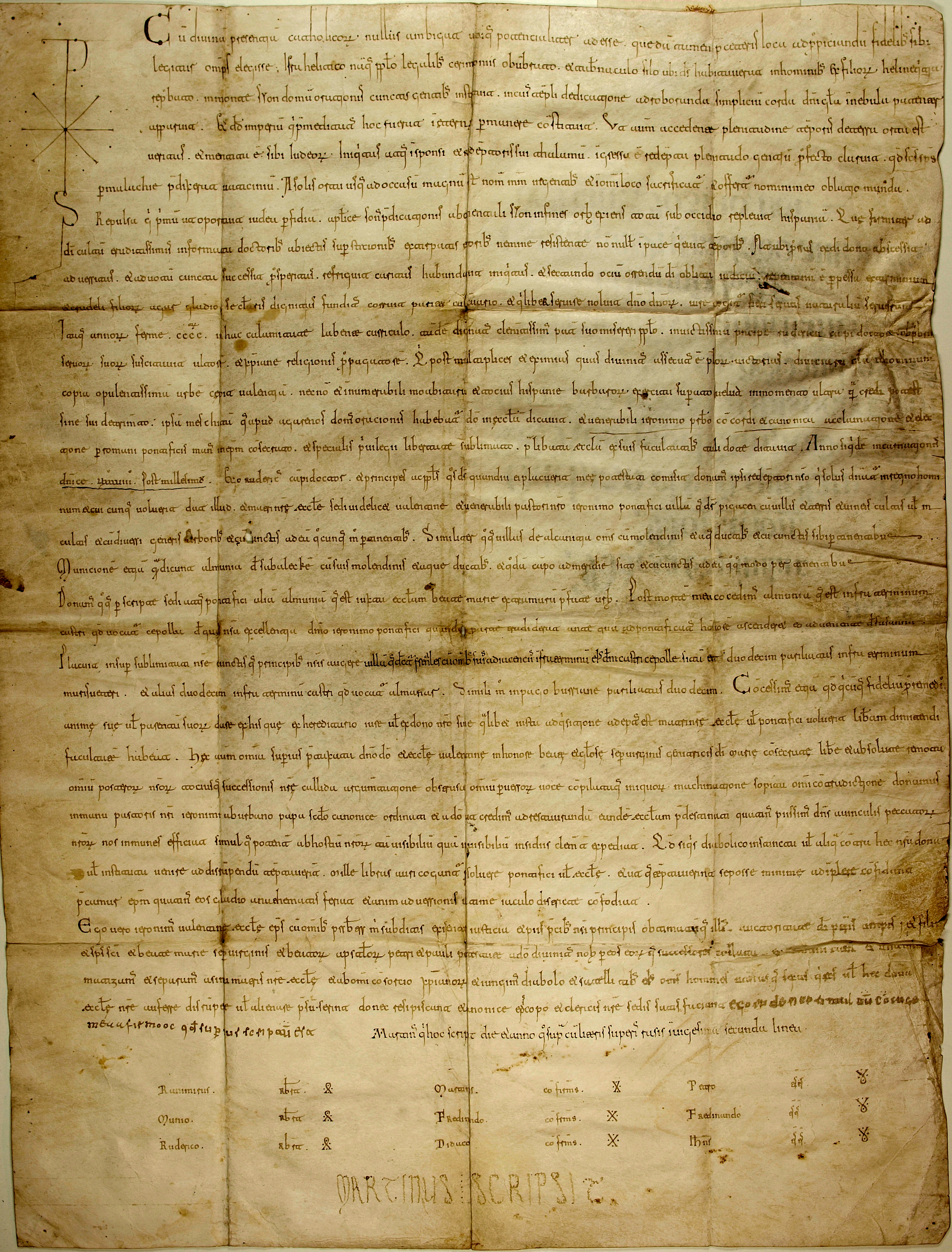
El diploma de dotación de la catedral de Valencia, firmado por el mismo Rodrigo Díaz

### Consolidación y expansión
La presión almorávide no cejó y a mediados de septiembre de ese mismo año un ejército al mando de Abu Abdalá Muhammad ibn Tāšufīn, sobrino del emperador Yusuf, llegó hasta Cuart de Poblet, a cinco kilómetros de la capital, y la asedió, pero fue derrotado tras la batalla de Cuarte, desarrollada el 21 de octubre del 1094 entre los pueblos de Mislata y Cuart de Poblet, próximos a la ciudad.
Con el fin de asegurarse las rutas del norte del nuevo señorío, Rodrigo consiguió aliarse con el nuevo rey de Aragón Pedro I, que había sido entronizado poco antes de la caída de Valencia durante el sitio de Huesca, y tomó el Castillo de Serra y el Castillo del Real, en aquel momento llamado Alucad en 1095.
En 1097 una nueva incursión almorávide al mando de nuevo de Muhammad ibn Tasufin intentó recuperar Valencia, pero cerca de Gandía fue derrotado otra vez por el Campeador con la colaboración del ejército de Pedro I de Aragón en la batalla de Bairén. A fines de ese mismo año tomó Almenara, cerrando así las rutas del norte de Valencia y en 1098 conquistó definitivamente la imponente ciudad fortificada de Sagunto, con lo que consolidaba su dominio sobre la que había sido anteriormente taifa de Balansiya.

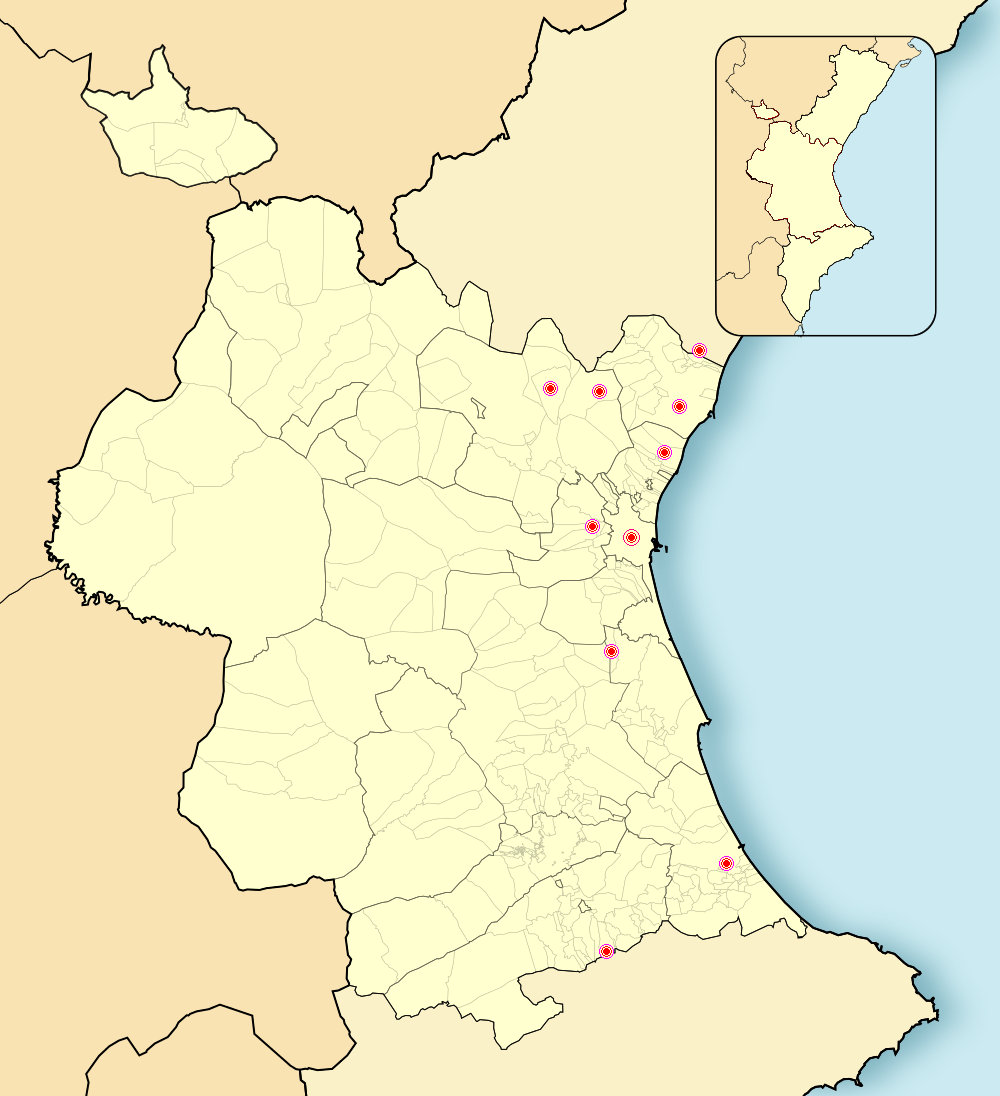
Principales localidades tomadas por El Cid sobre un mapa actual.

También en 1098 consagró la nueva Catedral de Santa María, reformando la que había sido mezquita aljama. Había situado a un francés, Jerónimo de Perigord, al frente de la nueva sede episcopal en detrimento del antiguo metropolitano mozárabe o sayyid almaṭran. En el diploma de dotación de la catedral de fines de 1098 Rodrigo se presenta como «princeps Rodericus Campidoctor», considerándose un soberano autónomo pese a no tener ascendencia real, y se alude a la batalla de Cuarte como un triunfo conseguido rápidamente y sin bajas sobre un número enorme de musulmanes. Como señala Georges Martin:

... después de la toma de Valencia, todos los esfuerzos de Rodrigo se orientaron hacia la consolidación de su independencia señorial, hacia la constitución de un principado soberano desvinculado de la tutela secular del rey de Castilla así como de la tutela eclesiástica del arzobispo de Toledo.
Georges Martin, «El primer testimonio cristiano sobre la toma de Valencia (1098)», e-Spania, n.º 10, diciembre de 2010. § 8.

Establecido ya en Valencia, se alió también con Ramón Berenguer III con el propósito de frenar el empuje almorávide. Las alianzas militares se reforzaron con matrimonios. El año de su muerte (1099) había casado a sus hijas con altos dignatarios: Cristina con el infante Ramiro Sánchez de Pamplona y María con el conde de Barcelona Ramón Berenguer III.

### Disolución
Tras su muerte el 10 de junio de 1099, su esposa Jimena, convertida en señora de Valencia, consiguió defender la ciudad con la ayuda de su yerno Ramón Berenguer III, hasta mayo del año 1102, cuando el rey Alfonso VI de León, considerando las dificultades de defender Valencia el 4 de mayo de 1102 ordenó la evacuación de la ciudad de los cristianos, incendiándola posteriormente. El día después, 5 de mayo de 1102 Valencia cayó en poder de los almorávides al mando de su caudillo militar Mazdalī.